# Thomas Cooke
 (juillet 2021).
Si vous disposez d'ouvrages ou d'articles de référence ou si vous connaissez des sites web de qualité traitant du thème abordé ici, merci de compléter l'article en donnant les références utiles à sa vérifiabilité et en les liant à la section « Notes et références ».
Pour le joueur de soccer, voir Thomas Cooke (soccer).
Pour les articles homonymes, voir Cooke.
Thomas Cooke (1792-1870) est évêque de Trois-Rivières de 1852 à 1870.
Né à la Pointe-du-Lac (maintenant un quartier de Trois-Rivières) le 9 février 1792. 
Il est ordonné à Québec le 11 septembre 1814. 
Vicaire et secrétaire de Bernard-Claude Panet, à la Rivière-Ouelle, il est ensuite nommé curé de Caraquet[Quand ?]. 
Le 1er mars 1824, il devient curé de Saint-Ambroise-de-la-Jeune-Lorette près de Québec, avec la charge de la mission des Hurons et de l'établissement irlandais de Valcartier. 
Il quitte ce poste pour prendre la cure de la ville des Trois-Rivières en 1835, avec le titre de vicaire général. 
Nommé évêque du nouveau diocèse de Trois-Rivières le 8 juin 1852 par un bref de Pie IX, il est consacré sous ce titre dans l'église paroissiale des Trois-Rivières le 18 octobre 1852, par l'archevêque de Québec Pierre-Flavien Turgeon, assisté des évêques de Montréal[Qui ?] et de Tloa, Charles-François Baillargeon, coadjuteur de l'archevêque de Québec, et prend, le même jour, possession solennelle de son évêché.
Monseigneur Thomas Cooke est le fondateur du Collège des Trois-Rivières. Il a été aidé par Joseph Edouard Turcotte, alors maire de Trois-Rivières. Le collège ouvre ses portes au mois de septembre en1860.
Il meurt le 30 avril 1870, et est inhumé le 5 mai suivant dans la cathédrale de Trois-Rivières.